# Даун
Даун (њем. Daun) град је у њемачкој савезној држави Рајна-Палатинат. Једно је од 109 општинских средишта округа Вулканајфел. Према процјени из 2010. у граду је живјело 8.269 становника. Посједује регионалну шифру (AGS) 7233501.

## Географски и демографски подаци
Даун се налази у савезној држави Рајна-Палатинат у округу Вулканајфел. Град се налази на надморској висини од 410 метара. Површина општине износи 49,0 km². У самом граду је, према процјени из 2010. године, живјело 8.269 становника. Просјечна густина становништва износи 169 становника/km².

## Међународна сарадња
| Мјесто   | Држава  | Врста сарадње | Од    |
| -------- | ------- | ------------- | ----- |
| Каризоло | Италија | партнерство   | 2004. |
| Извор    |         |               |       |